# Dömötör Vaskúti
Dömötör Vaskúti (Ungheria, 1320/1330 – Esztergom, 20 febbraio 1387) è stato un cardinale e arcivescovo cattolico ungherese.

## Biografia
Nacque in Ungheria tra il 1320 ed il 1330.
Papa Urbano VI lo elevò al rango di cardinale nel concistoro del 18 settembre 1378.
Morì il 20 febbraio 1387 ad Esztergom.

## Successione apostolica
La successione apostolica è:
- Vescovo Zawisza z Kurozwęk (1380)